# Phytoliriomyza lacunosa
Phytoliriomyza lacunosa är en tvåvingeart som beskrevs av Spencer 1977. Phytoliriomyza lacunosa ingår i släktet Phytoliriomyza och familjen minerarflugor. Inga underarter finns listade i Catalogue of Life.